# Diócesis de Bossangoa
La diócesis de Bossangoa (en latín: Dioecesis Bossangoaënsis y en francés: Diocèse de Bossangoa) es una circunscripción eclesiástica de la Iglesia católica en la República Centroafricana. Se trata de una diócesis latina, sufragánea de la arquidiócesis de Bangui. Desde el 14 de mayo de 2012 su obispo es Nestor-Désiré Nongo-Aziagbia, de la Sociedad de Misiones Africanas.

## Territorio y organización
La diócesis tiene 62 680 km² y extiende su jurisdicción sobre los fieles católicos de rito latino residentes en la prefectura de Ouham y en la parte oriental de la prefectura de Ouham-Pendé.
La sede de la diócesis se encuentra en la ciudad de Bossangoa, en donde se halla la Catedral de San Antonio de Padua.
En 2020 en la diócesis existían 14 parroquias.

## Historia
La prefectura apostólica de Bossangoa fue erigida el 9 de febrero de 1959 con la bula Qui Christo iubente del papa Juan XXIII, obteniendo el territorio de la diócesis de Berbérati.
El 13 de enero de 1964 la prefectura apostólica fue elevada a diócesis con la bula Gaudet sancta del papa Pablo VI.

## Estadísticas
Según el Anuario Pontificio 2021 la diócesis tenía a fines de 2020 un total de 436 880 fieles bautizados.
| Año                                                                             | Población            | Población | Población      | Sacerdotes | Sacerdotes    | Sacerdotes    | Bautizados por sacerdote | Diáconos permanentes | Religiosos | Religiosos | Parroquias |
| Año                                                                             | Bautizados católicos | Total     | % de católicos | Total      | Clero secular | Clero regular | Bautizados por sacerdote | Diáconos permanentes | Varones    | Mujeres    | Parroquias |
| ------------------------------------------------------------------------------- | -------------------- | --------- | -------------- | ---------- | ------------- | ------------- | ------------------------ | -------------------- | ---------- | ---------- | ---------- |
| 1970                                                                            | 30 484               | 349 419   | 8.7            | 35         | 3             | 32            | 870                      |                      | 38         | 32         |            |
| 1980                                                                            | 38 550               | 273 000   | 14.1           | 37         | 7             | 30            | 1041                     |                      | 40         | 38         | 14         |
| 1990                                                                            | 45 816               | 284 158   | 16.1           | 39         | 17            | 22            | 1174                     |                      | 24         | 42         | 14         |
| 1999                                                                            | 64 711               | 502 800   | 12.9           | 42         | 31            | 11            | 1540                     |                      | 13         | 53         | 12         |
| 2000                                                                            | 60 000               | 468 000   | 12.8           | 36         | 25            | 11            | 1666                     |                      | 11         | 48         | 13         |
| 2001                                                                            | 61 500               | 479 700   | 12.8           | 35         | 26            | 9             | 1757                     |                      | 11         | 45         | 13         |
| 2002                                                                            | 124 615              | 498 458   | 25.0           | 34         | 25            | 9             | 3665                     |                      | 11         | 45         | 13         |
| 2006                                                                            | 126 600              | 505 000   | 25.1           | 35         | 26            | 9             | 3617                     |                      | 10         | 22         | 14         |
| 2012                                                                            | 361 593              | 623 000   | 58.0           | 36         | 32            | 4             | 10 044                   |                      | 5          | 16         | 14         |
| 2015                                                                            | 400 000              | 657 000   | 60.9           | 31         | 28            | 3             | 12 903                   | 4                    | 4          | 14         | 14         |
| 2018                                                                            | 423 290              | 695 160   | 60.9           | 27         | 27            |               | 15 677                   | 1                    | 2          | 7          | 14         |
| 2020                                                                            | 436 880              | 717 620   | 60.9           | 27         | 27            |               | 16 180                   | 1                    | 2          | 7          | 14         |
| Fuente: Catholic-Hierarchy, que a su vez toma los datos del Anuario Pontificio. |                      |           |                |            |               |               |                          |                      |            |            |            |

## Episcopologio
- Léon-Toussaint-Jean-Clément Chambon, O.F.M.Cap. † (14 de diciembre de 1959-22 de abril de 1978 renunció)
- Sergio Adolfo Govi, O.F.M.Cap. † (22 de abril de 1978 por sucesión-10 de junio de 1995 renunció)
- Paulin Pomodimo (10 de junio de 1995-26 de julio de 2003 nombrado arzobispo de Bangui)
- François-Xavier Yombandje (3 de abril de 2004-16 de mayo de 2009 renunció)
  - Sede vacante (2009-2012)
- Nestor-Désiré Nongo-Aziagbia, S.M.A., desde el 14 de mayo de 2012